# 1370
1370. је била проста година.

## Догађаји
- 24. мај – потписан Штралзундски мир